# Fransk stjärnlök
Fransk stjärnlök (Ornithogalum narbonense) är en sparrisväxtart som beskrevs av Carl von Linné. Enligt Catalogue of Life ingår Fransk stjärnlök i släktet stjärnlökar och familjen sparrisväxter, men enligt Dyntaxa är tillhörigheten istället släktet stjärnlökar och familjen sparrisväxter. Det är osäkert om arten förekommer i Sverige. Inga underarter finns listade i Catalogue of Life.